# Daganzo de Arriba
Daganzo de Arriba är en kommun i Spanien. Den ligger i den autonoma regionen Madrid, i den centrala delen av landet, 27 km nordost om huvudstaden Madrid. Antalet invånare är 10 703 (2024).